# Montreux Volley Masters 2019
Il Montreux Volley Masters di pallavolo femminile 2019 si è svolto dal 13 al 18 maggio 2019 a Montreux, in Svizzera: al torneo hanno partecipato otto squadre nazionali e la vittoria finale è andata per la prima volta alla Polonia.

## Impianti
|                                                                             |  |  |
|                                                                             |  |  |
| Salle Omnisports du Pierrier Città: Montreux Capienza: - Anno d'apertura: - |  |  |

## Regolamento

### Formula
Le squadre hanno disputato una prima fase a gironi con formula del girone all'italiana; al termine della prima fase:
- Le prime due classificate di ogni girone hanno acceduto alla fase finale per il primo posto, strutturata in semifinali, finale per il terzo posto e finale.
- La terza classificata di ogni girone ha acceduto alla finale per il quinto posto.
- L'ultima classificata di ogni girone ha acceduto alla finale per il settimo posto.

### Criteri di classifica
Se il risultato finale è stato di 3-0 o 3-1 sono stati assegnati 3 punti alla squadra vincente e 0 a quella sconfitta, se il risultato finale è stato di 3-2 sono stati assegnati 2 punti alla squadra vincente e 1 a quella sconfitta.
L'ordine del posizionamento in classifica è stato definito in base a:
- Numero di partite vinte;
- Punti;
- Ratio dei set vinti/persi;
- Ratio dei punti realizzati/subiti;
- Risultati degli scontri diretti.

## Squadre partecipanti
| Squadra    | Qualificazione | Ultima partecipazione        |
| ---------- | -------------- | ---------------------------- |
| Cina       | Wild card      | Montreux Volley Masters 2018 |
| Germania   | Wild card      | Montreux Volley Masters 2017 |
| Giappone   | Wild card      | Montreux Volley Masters 2015 |
| Italia     | Wild card      | Montreux Volley Masters 2018 |
| Polonia    | Wild card      | Montreux Volley Masters 2018 |
| Svizzera   | Wild card      | Montreux Volley Masters 2018 |
| Thailandia | Wild card      | Montreux Volley Masters 2017 |
| Turchia    | Wild card      | Montreux Volley Masters 2018 |

## Torneo

### Fase a gironi
| Girone A | Girone B   |
| -------- | ---------- |
| Cina     | Italia     |
| Germania | Svizzera   |
| Giappone | Thailandia |
| Polonia  | Turchia    |

#### Girone A

##### Risultati
| 13 maggio 2019 Salle Omnisports du Pierrier, Montreux Durata: 1h:35 - Spettatori: 500 | Giappone | 3 - 1 | Cina     | 25-21, 17-25, 27-25, 25-21      |
| 14 maggio 2019 Salle Omnisports du Pierrier, Montreux Durata: 1h:46 - Spettatori: 620 | Germania | 2 - 3 | Cina     | 21-25, 9-25, 26-24, 25-22, 9-15 |
| 15 maggio 2019 Salle Omnisports du Pierrier, Montreux Durata: 1h:36 - Spettatori: 500 | Polonia  | 3 - 1 | Giappone | 25-15, 19-25, 25-21, 25-19      |
| 15 maggio 2019 Salle Omnisports du Pierrier, Montreux Durata: 1h:42 - Spettatori: 780 | Cina     | 3 - 1 | Polonia  | 22-25, 25-17, 25-22, 27-25      |
| 16 maggio 2019 Salle Omnisports du Pierrier, Montreux Durata: 1h:35 - Spettatori: 470 | Giappone | 3 - 1 | Germania | 25-19, 23-25, 25-18, 29-27      |
| 16 maggio 2019 Salle Omnisports du Pierrier, Montreux Durata: 1h:32 - Spettatori: 760 | Germania | 1 - 3 | Polonia  | 14-25, 25-22, 18-25, 18-25      |

##### Classifica
| Pos. | Squadra  | Pt | G | V | P | SV | SP | Ratio | PF  | PS  | Ratio |
| ---- | -------- | -- | - | - | - | -- | -- | ----- | --- | --- | ----- |
| 1.   | Polonia  | 6  | 3 | 2 | 1 | 7  | 5  | 1,400 | 280 | 254 | 1,102 |
| 2.   | Giappone | 6  | 3 | 2 | 1 | 7  | 5  | 1,400 | 276 | 274 | 1,007 |
| 3.   | Cina     | 5  | 3 | 2 | 1 | 7  | 6  | 1,166 | 301 | 273 | 1,102 |
| 4.   | Germania | 1  | 3 | 0 | 3 | 4  | 9  | 0,444 | 254 | 310 | 0,819 |

      Qualificate alla semifinale.
      Qualificata alla finale 5º posto.
      Qualificata alla finale 7º posto.

#### Girone B

##### Risultati
| 13 maggio 2019 Salle Omnisports du Pierrier, Montreux Durata: 1h:32 - Spettatori: 400 | Svizzera   | 1 - 3 | Turchia    | 20-25, 24-26, 25-21, 20-25 |
| 14 maggio 2019 Salle Omnisports du Pierrier, Montreux Durata: 1h:32 - Spettatori: 450 | Thailandia | 3 - 1 | Italia     | 25-20, 25-14, 16-25, 25-19 |
| 14 maggio 2019 Salle Omnisports du Pierrier, Montreux Durata: 1h:27 - Spettatori: 840 | Svizzera   | 1 - 3 | Thailandia | 24-26, 19-25, 25-15, 14-25 |
| 15 maggio 2019 Salle Omnisports du Pierrier, Montreux Durata: 1h:40 - Spettatori: 795 | Italia     | 3 - 1 | Turchia    | 25-27, 25-20, 25-20, 25-23 |
| 16 maggio 2019 Salle Omnisports du Pierrier, Montreux Durata: 1h:21 - Spettatori: 710 | Italia     | 3 - 1 | Svizzera   | 25-17, 25-16, 16-25, 25-13 |
| 17 maggio 2019 Salle Omnisports du Pierrier, Montreux Durata: 1h:45 - Spettatori: 885 | Turchia    | 3 - 1 | Thailandia | 22-25, 25-19, 25-21, 26-24 |

##### Classifica
| Pos. | Squadra    | Pt | G | V | P | SV | SP | Ratio | PF  | PS  | Ratio |
| ---- | ---------- | -- | - | - | - | -- | -- | ----- | --- | --- | ----- |
| 1.   | Italia     | 6  | 3 | 2 | 1 | 7  | 5  | 1,400 | 269 | 252 | 1,067 |
| 2.   | Thailandia | 6  | 3 | 2 | 1 | 7  | 5  | 1,400 | 271 | 258 | 1,050 |
| 3.   | Turchia    | 6  | 3 | 2 | 1 | 7  | 5  | 1,400 | 285 | 278 | 1,025 |
| 4.   | Svizzera   | 0  | 3 | 0 | 3 | 3  | 9  | 0,333 | 242 | 279 | 0,867 |

      Qualificate alla semifinale.
      Qualificata alla finale 5º posto.
      Qualificata alla finale 7º posto.

### Fase finale

#### Finali 1º e 3º posto
|  | Semifinali | Semifinali | Semifinali |                 |    | Finale  | Finale     | Finale |
|  |            |            |            |                 |    |         |            |        |
|  | 1A         | Polonia    | 3          |                 |    |         |            |        |
|  | 1A         | Polonia    | 3          |                 |    |         |            |        |
|  | 2B         | Thailandia | 0          |                 |    |         |            |        |
|  | 2B         | Thailandia | 0          |                 | 1A | Polonia | 3          |        |
|  |            |            |            |                 | 1A | Polonia | 3          |        |
|  |            |            |            |                 |    | 2A      | Giappone   | 1      |
|  | 1B         | Italia     | 0          |                 |    | 2A      | Giappone   | 1      |
|  | 1B         | Italia     | 0          |                 |    |         |            |        |
|  | 2A         | Giappone   | 3          |                 |    |         |            |        |
|  | 2A         | Giappone   | 3          | Finale 3° posto |    |         |            |        |
|  |            |            |            |                 |    |         |            |        |
|  |            |            |            |                 |    | 2B      | Thailandia | 0      |
|  |            |            |            |                 |    | 2B      | Thailandia | 0      |
|  |            |            |            |                 |    | 1B      | Italia     | 3      |

##### Semifinali
| 17 maggio 2019 Salle Omnisports du Pierrier, Montreux Durata: 1h:05 - Spettatori: 1 200 | Polonia | 3 - 0 | Thailandia | 25-18, 25-9, 25-23  |
| 17 maggio 2019 Salle Omnisports du Pierrier, Montreux Durata: 1h:05 - Spettatori: 1 030 | Italia  | 0 - 3 | Giappone   | 21-25, 14-25, 16-25 |

##### Finale 3º posto
| 18 maggio 2019 Salle Omnisports du Pierrier, Montreux Durata: 1h:05 - Spettatori: 1 800 | Thailandia | 0 - 3 | Italia | 20-25, 18-25, 14-25 |

##### Finale
| 18 maggio 2019 Salle Omnisports du Pierrier, Montreux Durata: 1h:40 - Spettatori: 2 160 | Polonia | 3 - 1 | Giappone | 25-15, 22-25, 25-17, 26-24 |

#### Finale 5º posto
| 18 maggio 2019 Salle Omnisports du Pierrier, Montreux Durata: 1h:31 - Spettatori: 1 380 | Cina | 1 - 3 | Turchia | 18-25, 25-16, 23-25, 18-25 |

#### Finale 7º posto
| 17 maggio 2019 Salle Omnisports du Pierrier, Montreux Durata: 1h:31 - Spettatori: 730 | Germania | 3 - 1 | Svizzera | 21-25, 25-19, 25-15, 25-17 |

## Podio

### Campione
Formazione: 1 Julia Nowicka, 3 Klaudia Alagierska, 4 Kamila Ganszczyk, 5 Agnieszka Kąkolewska, 8 Maria Stenzel, 9 Magdalena Stysiak, 10 Zuzanna Efimienko, 13 Paulina Maj, 15 Martyna Grajber, 16 Natalia Kurnikowska, 17 Malwina Smarzek, 18 Emilia Mucha, 19 Olivia Różański, 20 Marlena Pleśnierowicz, CT: Jacek Nawrocki

### Secondo posto
Formazione: 3 Nana Iwasaka, 4 Risa Shinnabe, 7 Yuki Ishii, 11 Yurie Nabeya, 12 Miya Satō, 13 Mai Okumura, 14 Mako Kobata, 16 Ai Kurogo, 18 Akane Yamagishi, 19 Yuka Imamura, 20 Aya Watanabe, 21 Miwako Osanai, 24 Aika Akutagawa, 25 Nanami Seki, 27 Miyu Nakagawa, CT: Kumi Nakada

### Terzo posto
Formazione: 1 Indre Sorokaite, 2 Sara Alberti, 3 Carlotta Cambi, 5 Ofelia Malinov, 8 Alessia Orro, 13 Sarah Fahr, 14 Elena Pietrini, 15 Sylvia Nwakalor, 16 Lucia Bosetti, 19 Alexandra Botezat, 20 Beatrice Parrocchiale, 21 Chiara De Bortoli, 22 Anna Nicoletti, 23 Francesca Villani, CT: Davide Mazzanti

## Classifica finale
| Pos | Squadre    |
| --- | ---------- |
|     | Polonia    |
|     | Giappone   |
|     | Italia     |
| 4   | Thailandia |
| 5   | Turchia    |
| 6   | Cina       |
| 7   | Germania   |
| 8   | Svizzera   |

## Premi individuali
| Premio                 | Nome                 | Squadra  |
| ---------------------- | -------------------- | -------- |
| MVP                    | Malwina Smarzek      | Polonia  |
| Miglior palleggiatrice | Nanami Seki          | Giappone |
| Miglior opposto        | Malwina Smarzek      | Polonia  |
| Miglior schiacciatrice | Yurie Nabeya         | Giappone |
| Miglior schiacciatrice | Martyna Grajber      | Polonia  |
| Miglior centrale       | Agnieszka Kąkolewska | Polonia  |
| Miglior centrale       | Sarah Fahr           | Italia   |
| Miglior libero         | Mako Kobata          | Giappone |

## Statistiche
| Rendimento individuale | Rendimento individuale | Rendimento individuale | Rendimento individuale |
| Pos.                   | Nome                   | Punti                  | Squadra                |
| ---------------------- | ---------------------- | ---------------------- | ---------------------- |
| 1                      | Malwina Smarzek        | 127                    | Polonia                |
| 2                      | Louisa Lippmann        | 96                     | Germania               |
| 3                      | Li Yingying            | 83                     | Cina                   |
| 4                      | Maja Storck            | 75                     | Svizzera               |
| 5                      | Indre Sorokaite        | 65                     | Italia                 |
| 6                      | Agnieszka Kąkolewska   | 63                     | Polonia                |
| 7                      | Miwako Osanai          | 62                     | Giappone               |
| 8                      | Sarah Fahr             | 54                     | Italia                 |
| 8                      | Onuma Sittirak         | 54                     | Thailandia             |
| 10                     | Elena Pietrini         | 53                     | Italia                 |